# En avant toute(s)
En avant toute(s) est une association loi de 1901 féministe française créée en 2013.

## Principes et objectifs
S’inscrivant dans la mouvance féministe, l’association En avant toute(s) œuvre pour l’égalité des genres et la fin des violences faites aux femmes.
Elle a deux objectifs : sensibiliser les jeunes, femmes et hommes, à l’égalité des genres afin de prévenir les violences sexistes et conjugales et accompagner les jeunes femmes victimes de violences au sein de leur couple ou de leur famille,. Se basant sur la sous-représentation des jeunes femmes dans les plaintes pour violence, elle s'appuie volontairement sur le numérique, moyen privilégié de communication des jeunes,.
L'association mène également des campagnes annuelles de collecte pour financer ses missions d'écoute et de prévention, ainsi que des partenariats avec des marques telles que YSL Beauty depuis plusieurs années, dans le cadre de campagnes de sensibilisation comme "Abuse is not Love" et "Don’t Call It Love",.

## Actions
Pour cela, l'association organise des ateliers participatifs de sensibilisation en collège et lycée et a créé un site internet pédagogique, qui s'adresse directement aux jeunes. Le soutien de la Fondation des femmes lui a permis de créer un tchat sur lequel les jeunes femmes peuvent venir se confier et demander des conseils quant à leur situation,.
Depuis 2023, l'association organise la tournée nationale "Comment on s’aime", dans les établissements scolaires et universitaires, visant à sensibiliser aux relations saines et aux violences sexistes et sexuelles.
L'association a également participé à la création du violentomètre pour « évaluer la toxicité de son couple » en partenariat avec la mairie de Paris et l’observatoire de la Seine-Saint-Denis des violences faites aux femmes,,,.
Elle est sélectionnée lors d'un appel à projets de la Fondation de France pour accélérer la lutte contre les violences faites aux jeunes femmes.
Néanmoins le manque de financement l'empêche d'ouvrir plus de 8 heures par semaine, d'après l'actrice Éva Darlan. Situation que confirme Louise Delavier, une des gérantes du tchat de l'association, qui indique « on a l’impression que la parole est plus libre, mais les moyens ne sont pas là ».
Les écoutantes ont été formées en particulier à la lutte contre l'excision.
L'association est sollicitée pour former les policiers qui seront responsables de la plateforme de signalement des violences sexistes et sexuelles lancé le mardi 27 novembre 2018 par le ministère de l'Intérieur. Les formatrices insistent sur la discrétion inhérente à cette méthode qui ne laisse que peu de trace dans l’historique d’un téléphone et permet de discuter dans des situations où les victimes ne pourraient pas le faire à voix haute, comme sur leur lieu de travail ou en présence d’un mari violent.
L’association opère la CNAÉ,, le dispositif d’écoute, d’accompagnement et de signalement développée par le ministère de l’Enseignement supérieur et de la Recherche en soutien des étudiants qui vivent des situations de mal-être, de violence ou de discrimination.
Avec le Haut Conseil à l'égalité entre les femmes et les hommes, elle participe à une campagne de tests (testing) pour jauger la réactivité de Facebook, Twitter et YouTube. Entre juin et juillet 2017, le HCE ainsi que trois associations féministes signalent 545 contenus (commentaires ou insultes sexistes, menaces et appels à commettre un crime sexiste ou diffusion "punitive" d'informations) dont seuls 7,7 % sont supprimés à la suite du signalement.
Afin de soutenir son action, l’association organise de nombreuses campagnes de collecte:
● 2023 : "Ceci n’est pas un message d’amour", campagne sur les cyberviolences conjugales, utilisant un échange de SMS pour illustrer l’emprise.
● 2024 : "Tout le monde ne sait pas écouter mais tout le monde peut donner", campagne sur l’écoute des victimes et l’appel au don pour soutenir le tchat 
● 2025 : "Le Musée National du Patriarcat", exposition fictive projetant un monde post-patriarcat, diffusée au Ground Control,.
En avant toute(s) participe aux dispositifs de "Safe Places" mis en place pendant les Jeux Olympiques et Paralympiques de Paris 2024, pour accueillir, écouter et orienter les personnes victimes de violences sexistes et sexuelles dans les fan zones et lieux de festivités,,.
En 2024, l’association publie le livre "Comment on s’aime", coécrit par Ynaée Benaben et Louise Delavier. Ce guide s’adresse principalement aux jeunes et propose des repères concrets pour reconnaître les signes d’une relation toxique, comprendre les mécanismes des violences affectives, et construire des relations saines, respectueuses et égalitaires. Il s’inscrit dans la continuité des actions de prévention menées par En avant toute(s), notamment via le tchat Commentonsaime.fr et la tournée du même nom. Le livre est recommandé par plusieurs médias comme un outil essentiel à destination des adolescent·es et jeunes adultes.

## Événement caritatif
En avant toute(s) est la 2e association bénéficiaire de l'événement caritatif Et Ta Cause en 2022, ainsi qu'en 2024. Pour cette dernière édition, les émissions de la chaîne Twitch de l'événement sont captées en direct depuis la Cité Audacieuse, fruit d'une co-production entre les deux associations. L'événement récolte plus de 120 000€ en un week-end.
La participation à Et Ta Cause permet également de faire connaître les campagnes de l’association à un public jeune et de collecter des fonds pour son dispositif d’écoute.